# Буратчук
Буратчук — сучасне українське прізвище.
У словнику сучасних українських прізвищ, професора Юліана Редька, про походження прізвища подається так «Буратчук, патрономічне, утворене за допомогою суфікса -чук від неясного прізвища Бурат».
Споріднені прізвища — Буратов, Буратаєв, Буратович.